# Жіночий бунт (фільм, 1971)
«Жіночий бунт» (англ. Women in Revolt) — американський комедійний фільм 1971 року.

## Сюжет
Три дівчини з різних верств суспільства намагаються вирішити свої сексуальні та психологічні проблеми, повністю відмовившись від чоловіків. Одна з них фригидна, інша німфоманка, третя пережила інцест. Вони створюють політичний рух під назвою P.I.G. (Politically Involved Girls), але все йде далеко не так, як їм хотілося.

## У ролях
| Актор           | Роль            |
| --------------- | --------------- |
| Кенді Дарлінг   | Кенді           |
| Джекі Кертіс    | Джекі           |
| Холлі Вудлон    | Холлі           |
| Джонатан Крамер | журналіст       |
| Майкл Склар     | Макс Морріс     |
| Моріс Браддель  | батько Кенді    |
| Джонні Кемпер   | Джонні Майнут   |
| Мартін Коув     | Марті           |
| Дункан МакКензі | Дункан          |
| Дасті Спрінгс   | Дасті           |
| Бетті Блу       | Бетті           |
| Джейн Форт      | Джейн           |
| Шон О'Міра      | місіс Фіцпатрік |